# كارل فروند
كارل فروند (بالألمانية: Karl Freund)‏ (و. 1890 – 1969 م) هو مصور سينمائي، ومخرج أفلام، وكاتب سيناريو، من الإمبراطورية النمساوية المجرية، ولد في بوهيميا، توفي في سانتا مونيكا، كاليفورنيا، عن عمر يناهز 79 عاماً.

## جوائز وترشيحات
حصل على جوائز منها:
- جائزة الأوسكار لأفضل تصوير سينمائي، عن عمل: الأرض الطيبة.

ترشح لـ:
- جائزة الأوسكار لأفضل تصوير سينمائي، عن عمل: الأرض الطيبة
- جائزة الأوسكار لأفضل تصوير سينمائي ملون، عن عمل: زهور وسط الغبار
- جائزة الأوسكار لأفضل تصوير سينمائي أسود وأبيض، عن عمل: The Chocolate Soldier (film) [الإنجليزية]‏.

## وصلات خارجية
- كارل فروند على موقع IMDb (الإنجليزية)
- كارل فروند على موقع الموسوعة البريطانية (الإنجليزية)
- كارل فروند على موقع ألو سيني (الفرنسية)
- كارل فروند على موقع أول موفي (الإنجليزية)
- كارل فروند على موقع قاعدة بيانات الأفلام السويدية (السويدية)
- كارل فروند على موقع قاعدة بيانات الفيلم (الإنجليزية)
- كارل فروند على موقع كينوبويسك (الروسية)